# Brandon Rush
Pour les articles homonymes, voir Rush.
Brandon Leray Rush, né le 7 juillet 1985 à Kansas City, Missouri, est un joueur américain de basket-ball.
Il est le frère de l'ancien joueur d'UCLA JaRon Rush et du joueur de NBA Kareem Rush.

## Biographie
Rush joue trois saisons de basketball universitaire pour les Jayhawks de l'université du Kansas. Il remporte le titre national en 2008.
Le 17 avril 2008, il annonce qu'il participera à la draft 2008 et qu'il n'effectuera pas sa dernière saison universitaire. Il est sélectionné par les Trail Blazers de Portland en treizième position et est envoyé aux Pacers de l'Indiana avec Jarrett Jack et Josh McRoberts en échange de Jerryd Bayless et Ike Diogu.
Le 19 décembre 2011, il rejoint les Warriors de Golden State  en échange de Louis Amundson.
Lors de la saison 2012-2013, Brandon ne joue que deux matchs pour les Warriors de Golden State avant de se blesser au bout de deux minutes de jeu.
En juillet 2013, il rejoint le Jazz de l'Utah.
En juillet 2014, il retourne chez les Warriors de Golden State.
Le 19 septembre 2017, il signe en tant que free agent avec les Bucks de Milwaukee. Il est coupé par les Bucks en octobre 2017 et signe un contrat de 10 jours avec les Trail Blazers de Portland en février 2018.
Le 21 novembre 2019, il retrouve un club dans le championnat grec avec l'équipe de Larisa B.C. pour la saison 2019-2020.